# Eois albigrisea
Eois albigirisea es una especie de polilla de la familia Geometridae. La especie fue descrita por primera vez por Paul Dognin habiendo sido descrita en 1913, con distribución en Colombia.